# Parmenón (grammatikus)
Parmenón (?) görög grammatikus

## Élete
Életéről semmit sem tudunk, működésének pontos ideje sem ismert. Athénaiosz szerint egy „Peri dialektón” című munka szerzősége köthető a nevéhez. A műből még töredékek sem maradtak fenn.